# Sežana
Sežana (italiano Sesana) es un municipio del Carso ("Kras" en esloveno, "Karst" en alemán), en Eslovenia a pocos kilómetros de la frontera italiana y cercana a la ciudad de Trieste. El núcleo urbano tiene 6.037 habitantes (2020) y el término municipal 13.551.

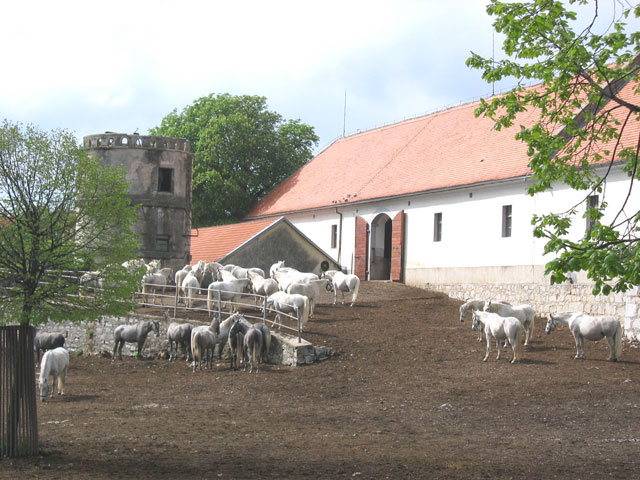
Caballos lipizanos.

Las caballerizas próximas de Lipica (pronunciado "Lipitsa" en castellano) son famosas porque en 1580 el hermano de Maximiliano II, creó la tradición de la cría de caballos de origen andaluz para dotar a la corte de Viena de ejemplares de pura raza. 

## Economía
La ciudad experimenta un rápido desarrollo económico, en parte gracias a la empresa constructora Kraški zidar, una de las más importantes del sector en Eslovenia. El mercado de trabajo local ofrece un variado panorama laboral, destacando el sector vitivinícola (Vinakras). Sežana se ha beneficiado particularmente de la adopción del euro en Eslovenia (enero de 2007), dado el incremento del tráfico transfronterizo -además se prevé la entrada del país en el espacio Schengen para finales de 2007 o enero de 2008-, lo cual repercute muy positivamente sobre todo en el comercio minorista y servicios. Aunque decreciente, la diferencia de precios y salarios a ambos lados de la frontera italo-eslovena favorece la actividad económica y la inversión en ambas direcciones. 
Lipica atrae a un considerable número de turistas eslovenos, italianos, austríacos y alemanes que buscan la tranquilidad y una buena gastronomía. Además es famosa la cercana cueva de Škocjan (Škocjanske jame) por su belleza e interés espeleológico.

## Cultura
En la cercana aldea de Tomaj nació el poeta esloveno Srečko Kosovel. La gran calidad lírica de su obra y su precoz muerte han hecho de él un auténtico mito cultural no sólo en el Carso, sino también en el resto del país. En la también cercana aldea de Lokev está la cueva de Vilenica, lugar en torno al cual se celebra anualmente el festival literario que lleva su nombre: Festival Literario de Vilenica

## Enlaces
- Página web de Sežana (esloveno) Archivado el 28 de junio de 2005 en Wayback Machine.
- Caballos de Lipica
- Hotel Tabor Sežana

- Datos: Q15916
- Multimedia: Sežana / Q15916